# Le Viol de Nankin
Le Viol de Nankin (The Rape of Nanking: The Forgotten Holocaust of World War II) est un essai historique publié en 1997 par la journaliste Iris Chang.

## Le livre
Cet essai présente une histoire du massacre de Nankin (1937-1938). Il s'agit d'un des premiers livres en anglais présentant cet épisode de la guerre sino-japonaise (1937-1945) au monde occidental. Les événements sont racontés selon les points de vue des Japonais, des victimes, et des Occidentaux. L'auteur raconte aussi comment des Américains et des Européens ont contribué à sauver un grand nombre de Chinois. Iris Chang a retrouvé en 1996 le journal d'un de ces sauveteurs, un homme d'affaires affilié au parti nazi, John Rabe, et l'a rendu public. Ceci a contribué à attester de la réalité du massacre, toujours contestée par le Japon. Il semble cependant que l'ampleur du massacre ait été surestimée par l'auteur (voir la préface de Robert Frank dans la dernière édition française du livre).

## Origine du projet
Enfant, Iris Chang fut horrifiée par le récit que ses parents lui firent du massacre de Nankin. Son père et sa mère, tous deux enseignants ayant émigré aux États-Unis après la Seconde Guerre mondiale, lui racontèrent que durant l'occupation de Nankin en 1937 « les soldats de l'Armée impériale japonaise découpaient les bébés non pas en deux mais en trois ou quatre morceaux. ».
Adolescente, Iris fit en vain des recherches à propos du massacre de Nankin dans les différentes bibliothèques publiques de Champaign-Urbana, une commune de l'État d'Illinois où sa famille résidait. Ce n'est qu'au début des années 1990, qu'Iris, mariée et installée à Santa Barbara, entendit de nouveau parler du massacre de Nankin à l'occasion de la sortie de deux documentaires traitant du sujet, notamment Magee's Testament, qui montre des séquences d'un film tourné à Nankin même par le missionnaire américain John Magee, à l'époque des faits en 1937. Iris prit contact avec les producteurs des documentaires et se retrouva rapidement en relation avec des activistes d'origine chinoise désireux de faire connaître au monde entier les atrocités commises à Nankin par les Japonais.
En 1994, ce qu'elle apprit et les images qu'elle vit à une conférence, tenue à Cupertino (Californie) et commémorant les victimes des atrocités perpétrées à Nankin en 1937, la déterminèrent à entreprendre les recherches nécessaires à la rédaction d'un livre retraçant l'histoire du massacre.

## Source de la traduction
- (en) Cet article est partiellement ou en totalité issu de l’article de Wikipédia en anglais intitulé « The Rape of Nanking (book) » (voir la liste des auteurs).